# Brevipalpus lyallpuriensis
Brevipalpus lyallpuriensis är en spindeldjursart som beskrevs av Ahmad och Akbar 1984. Brevipalpus lyallpuriensis ingår i släktet Brevipalpus och familjen Tenuipalpidae. Inga underarter finns listade.